# 天悅邨

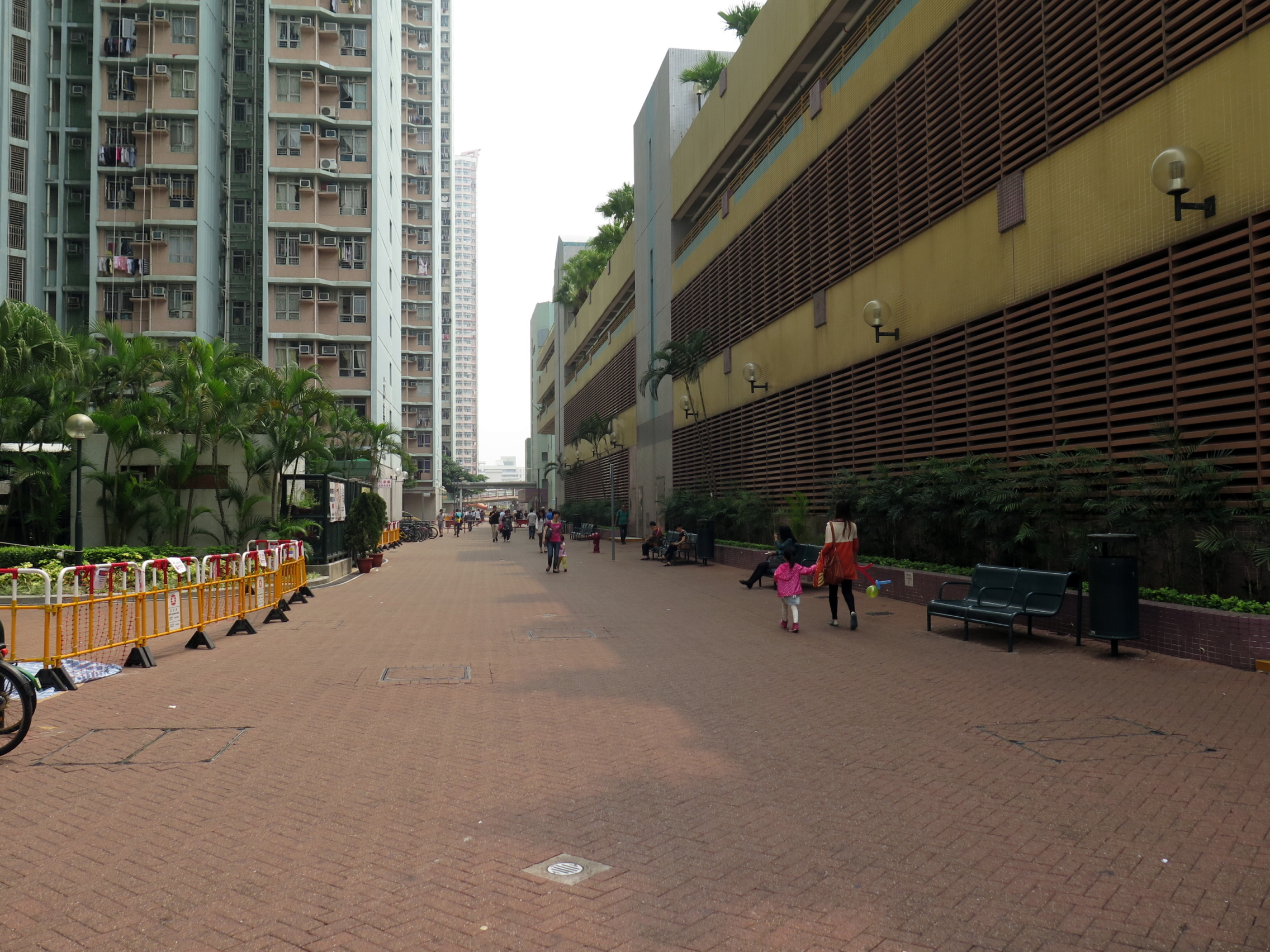
天悅邨內的緊急車輛通道

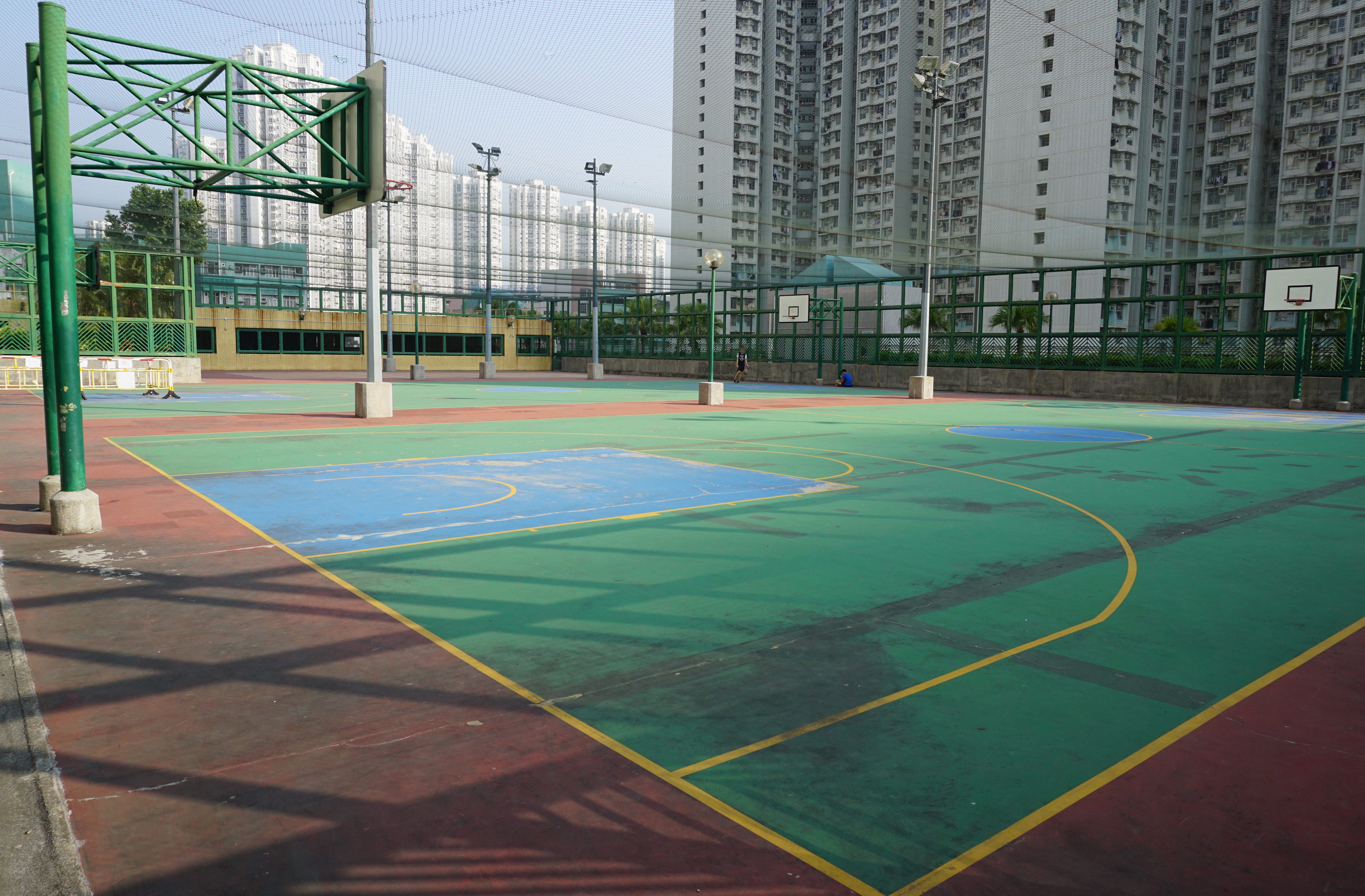
籃球場

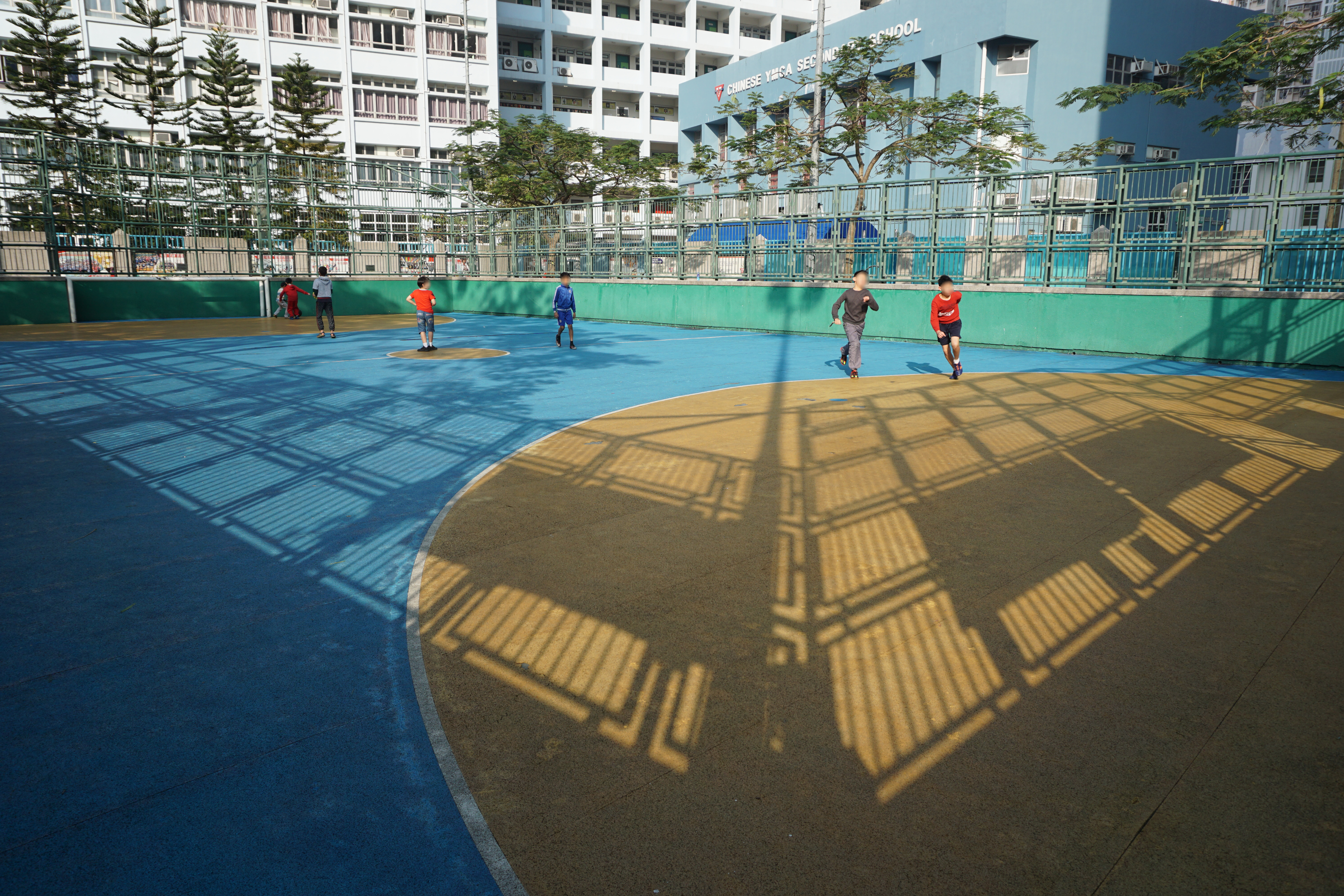
足球場

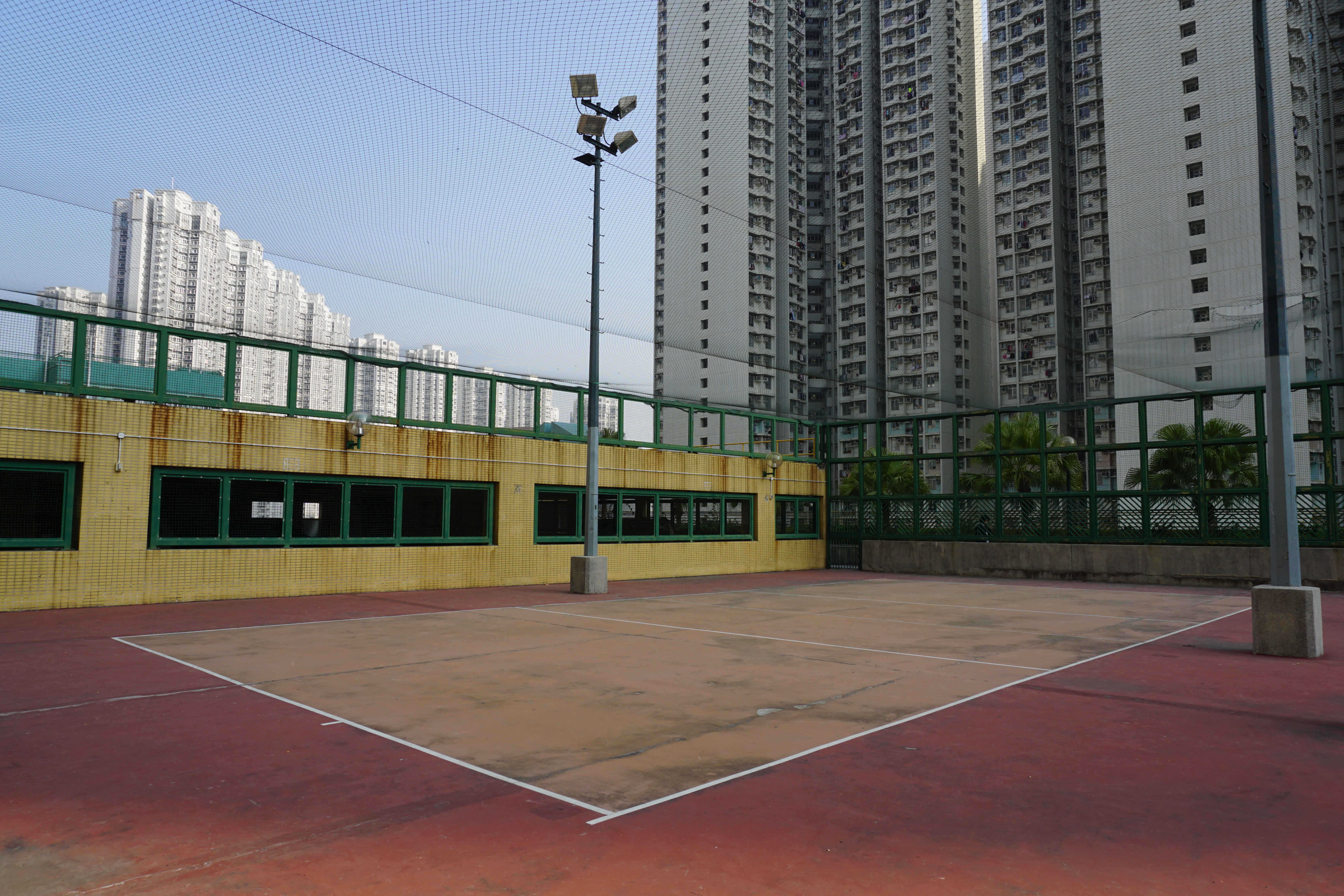
排球場

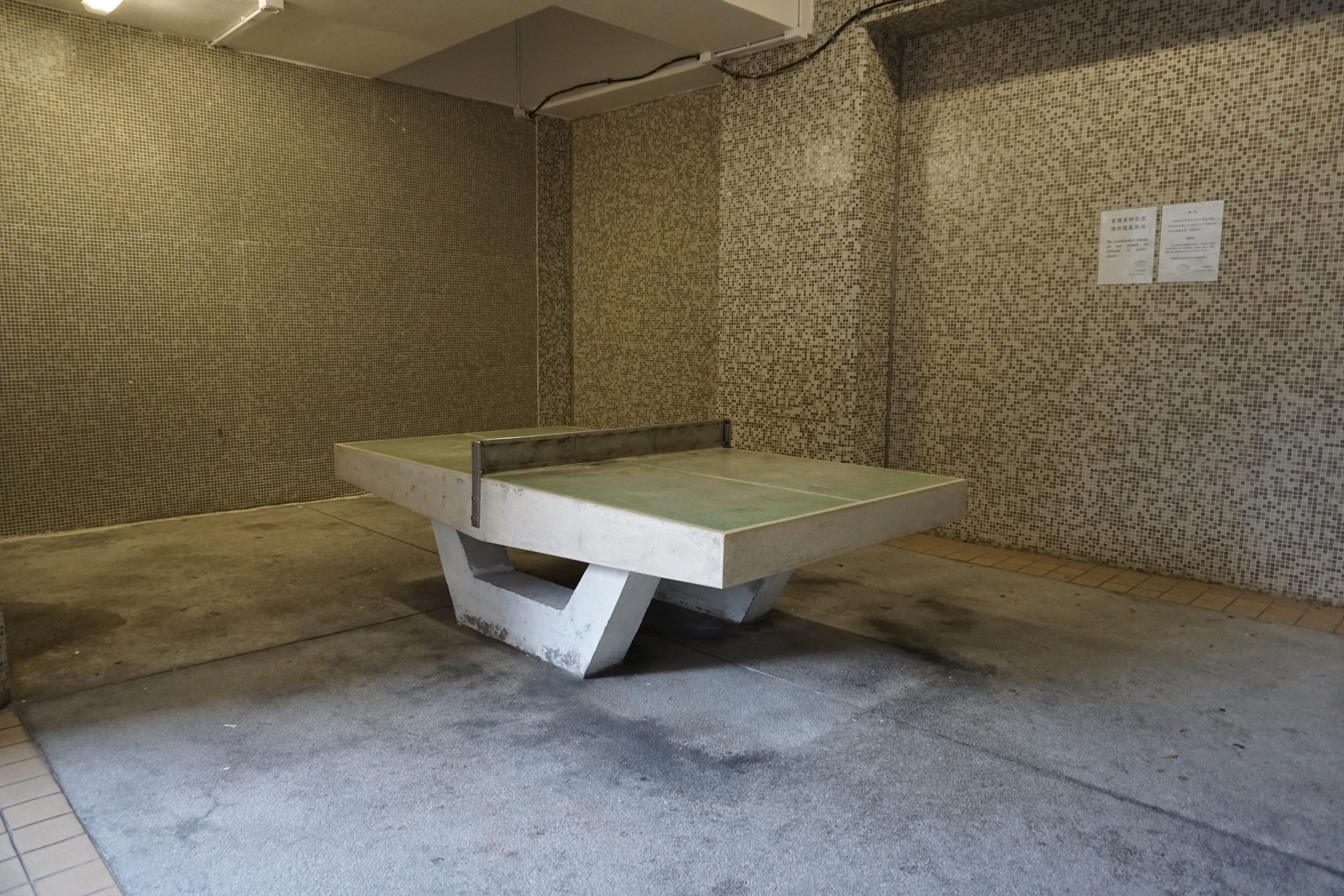
乒乓球區

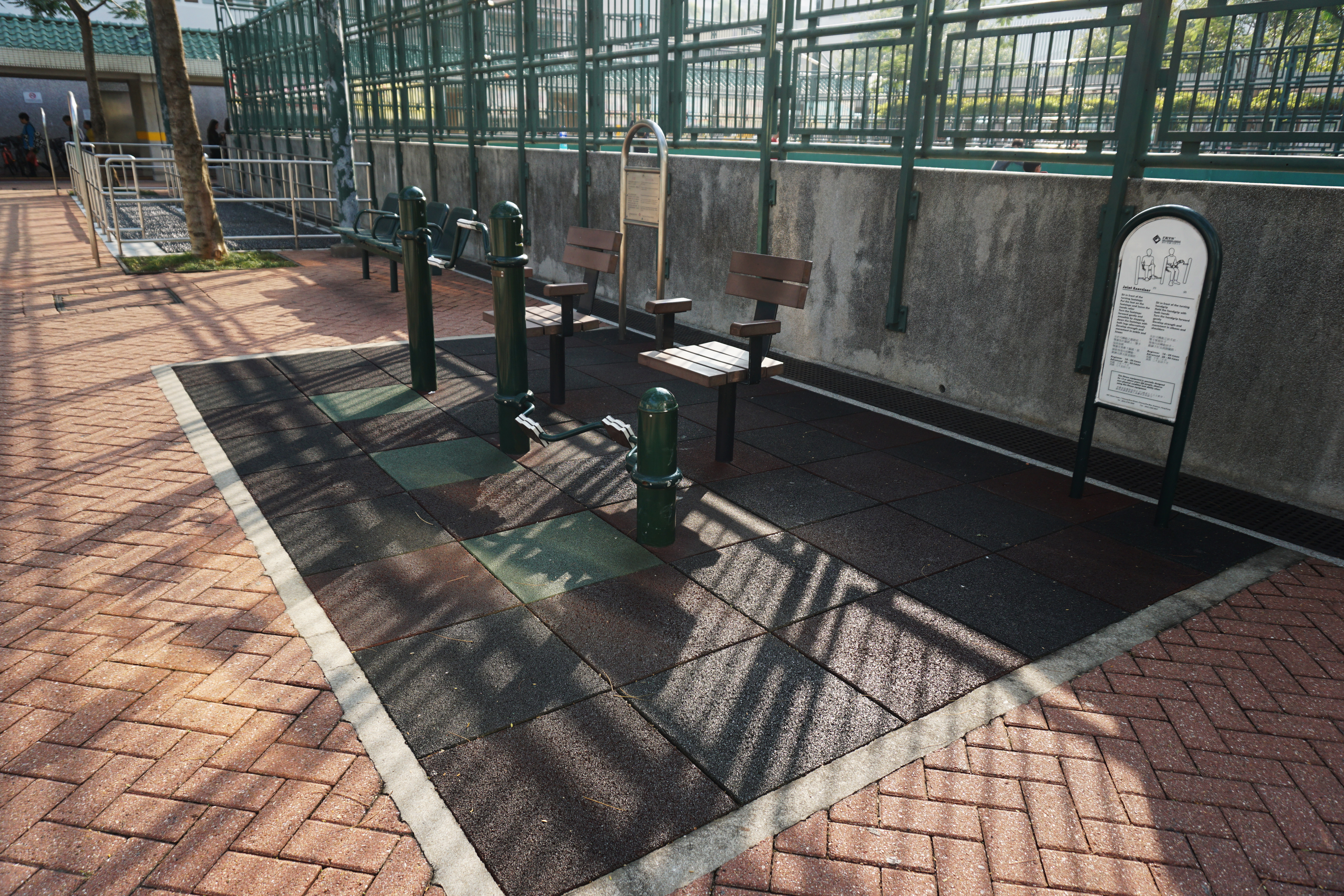
卵石路步行徑及健體區

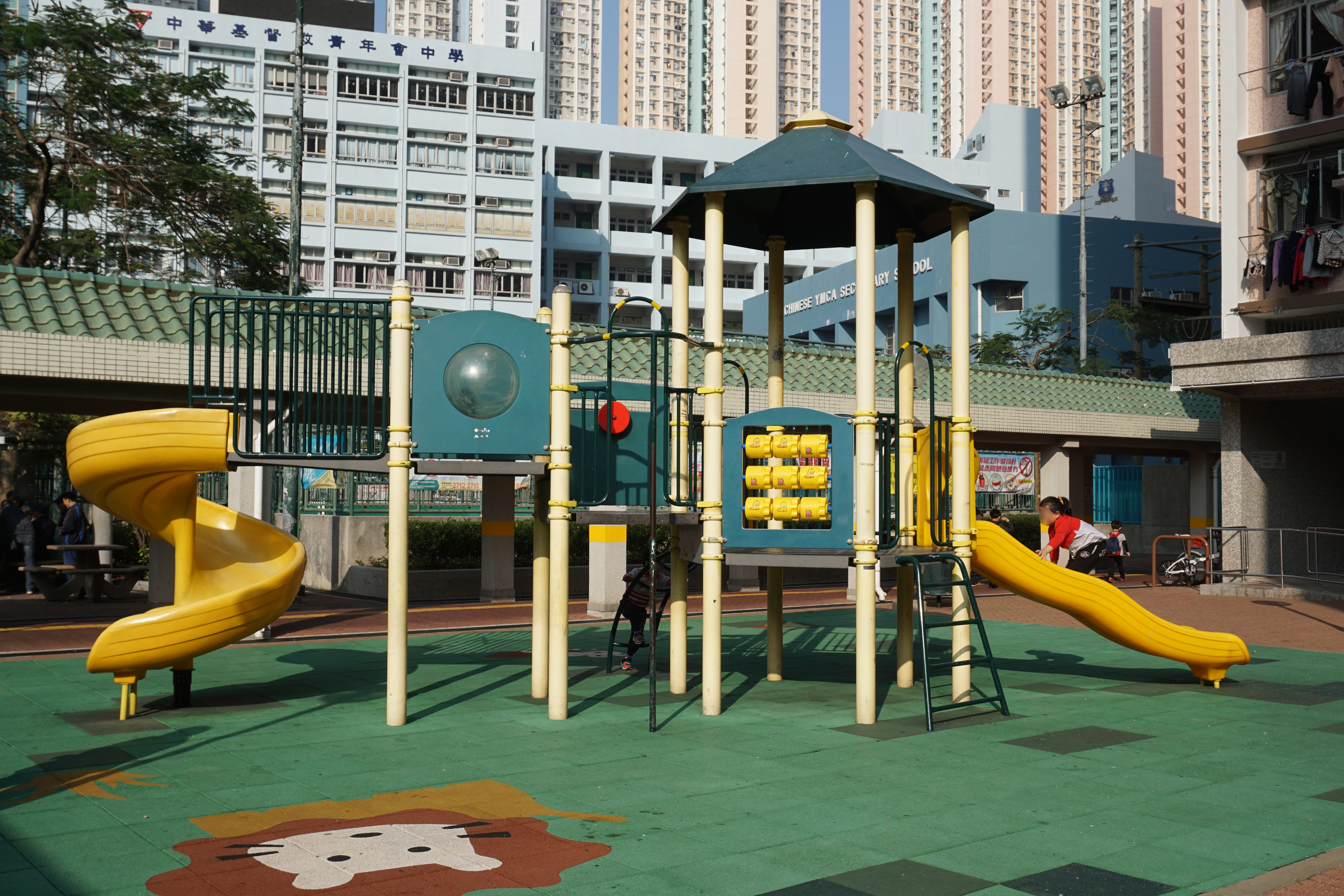
兒童遊樂場

天悅邨（英語：Tin Yuet Estate）是香港的一個公共屋邨，位於元朗區天水圍新市鎮北部，由房屋署總建築師設計，並由香港房屋委員會負責屋邨管理。

## 屋邨資料
設施包括小型兒童遊樂場、單車停泊處、多層停車場及服務設施大樓。由於天悅邨規劃時正值「八萬五建屋計劃時期」、於是用盡最高的地積比率興建，因此屋邨休憩空間較其他的公共屋邨為小，並且被區內市民批評設施太少。

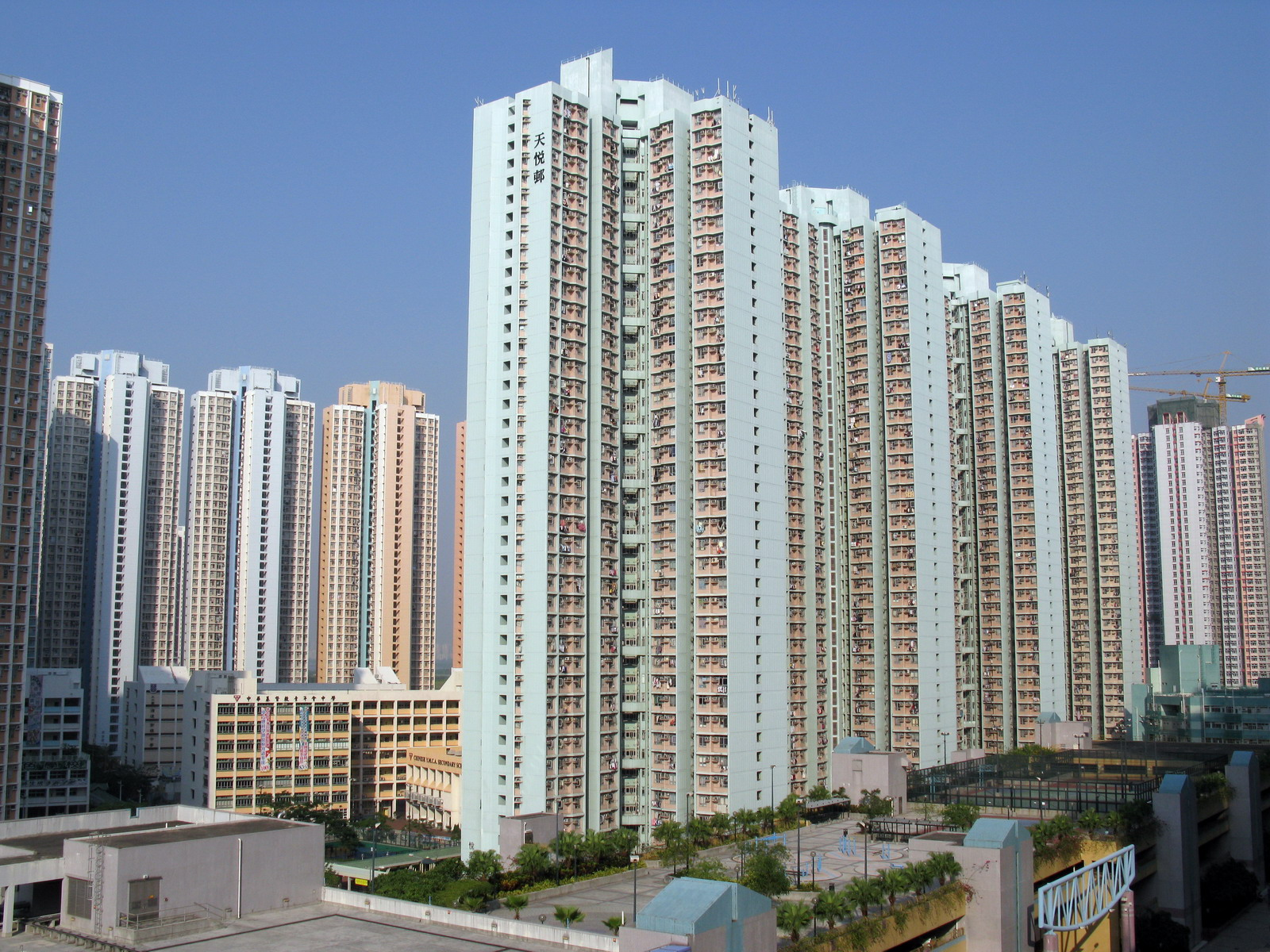
天悅邨及天富苑（左）
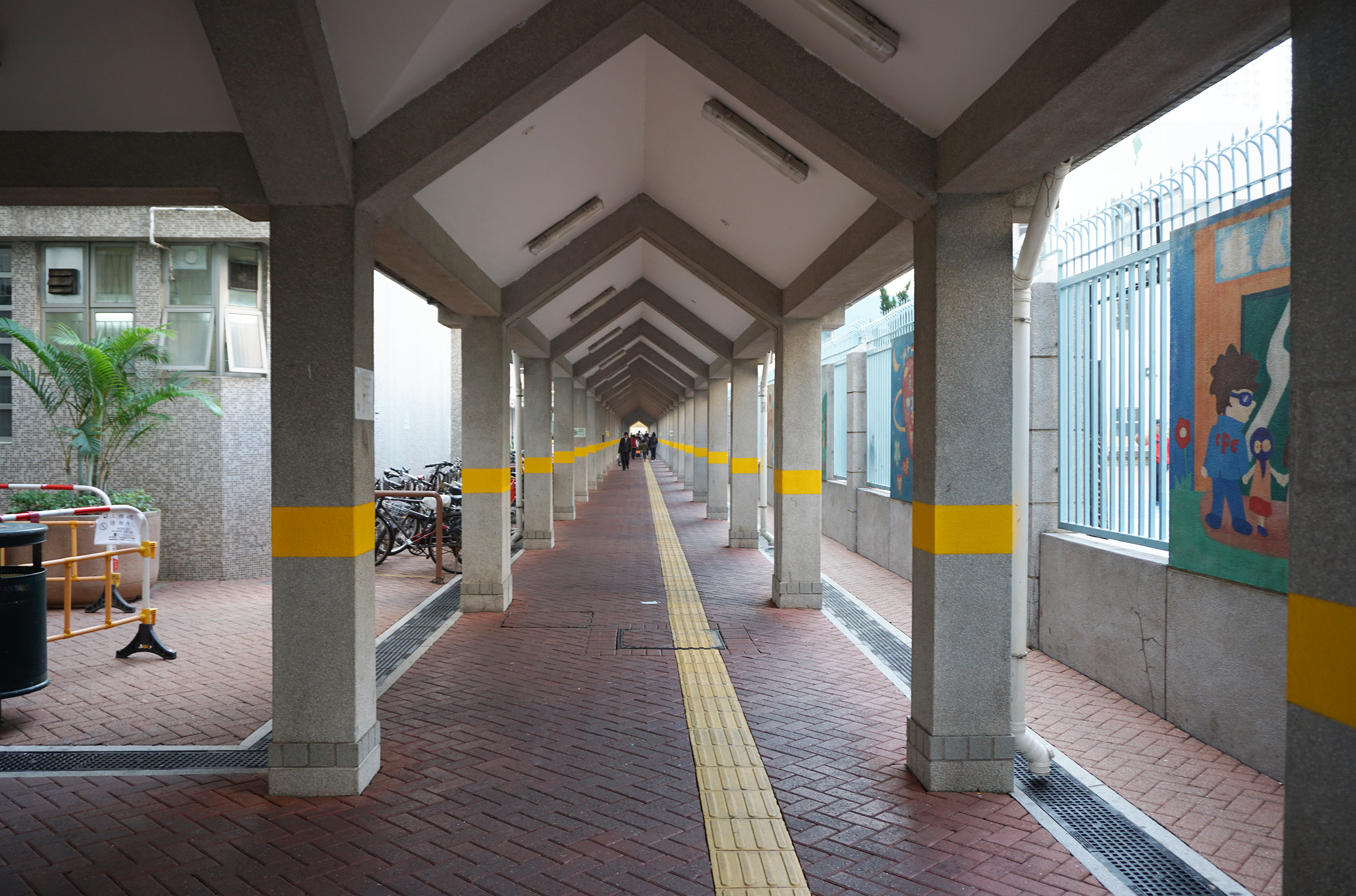
有蓋行人道
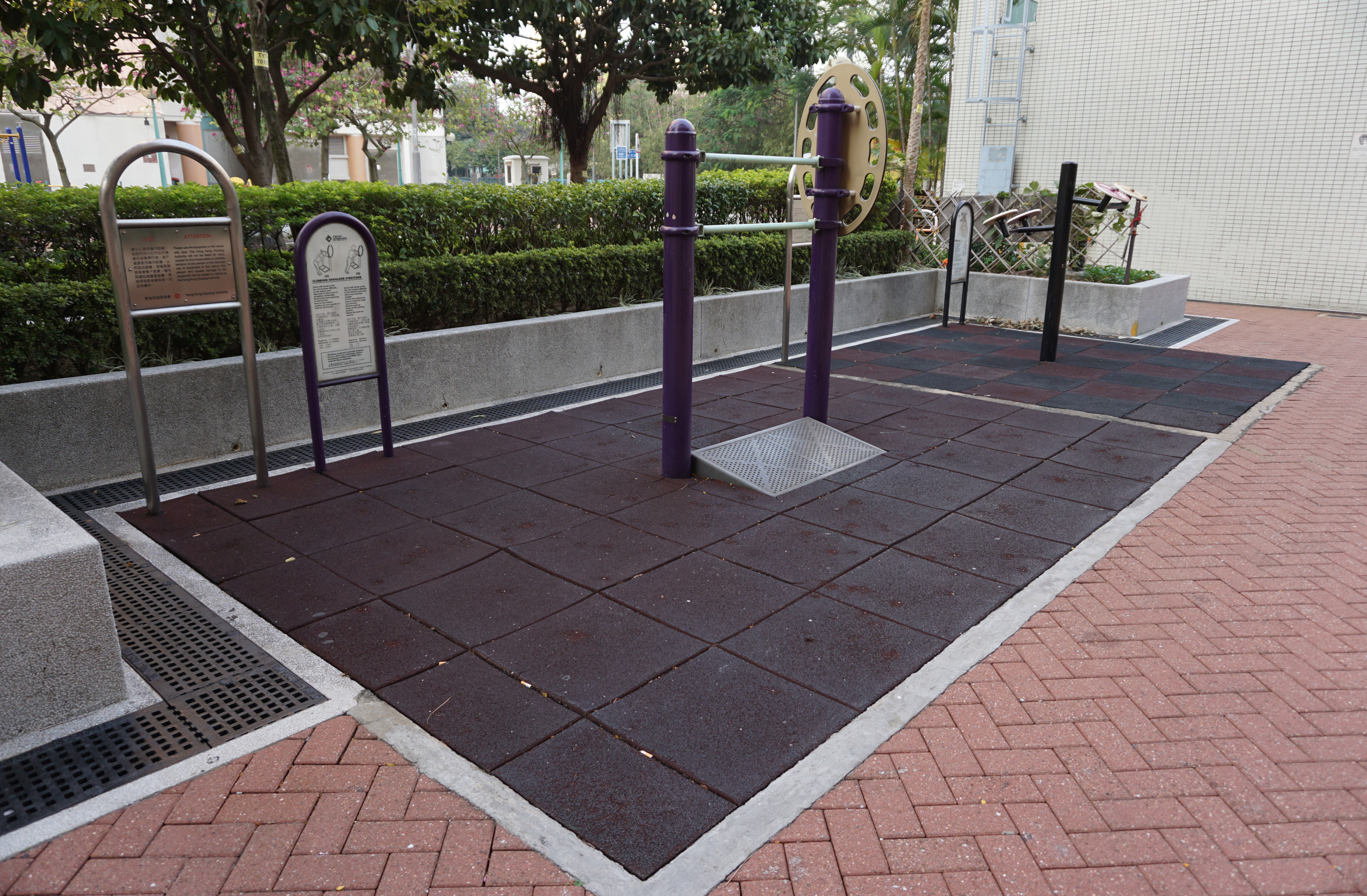
健體區（2）
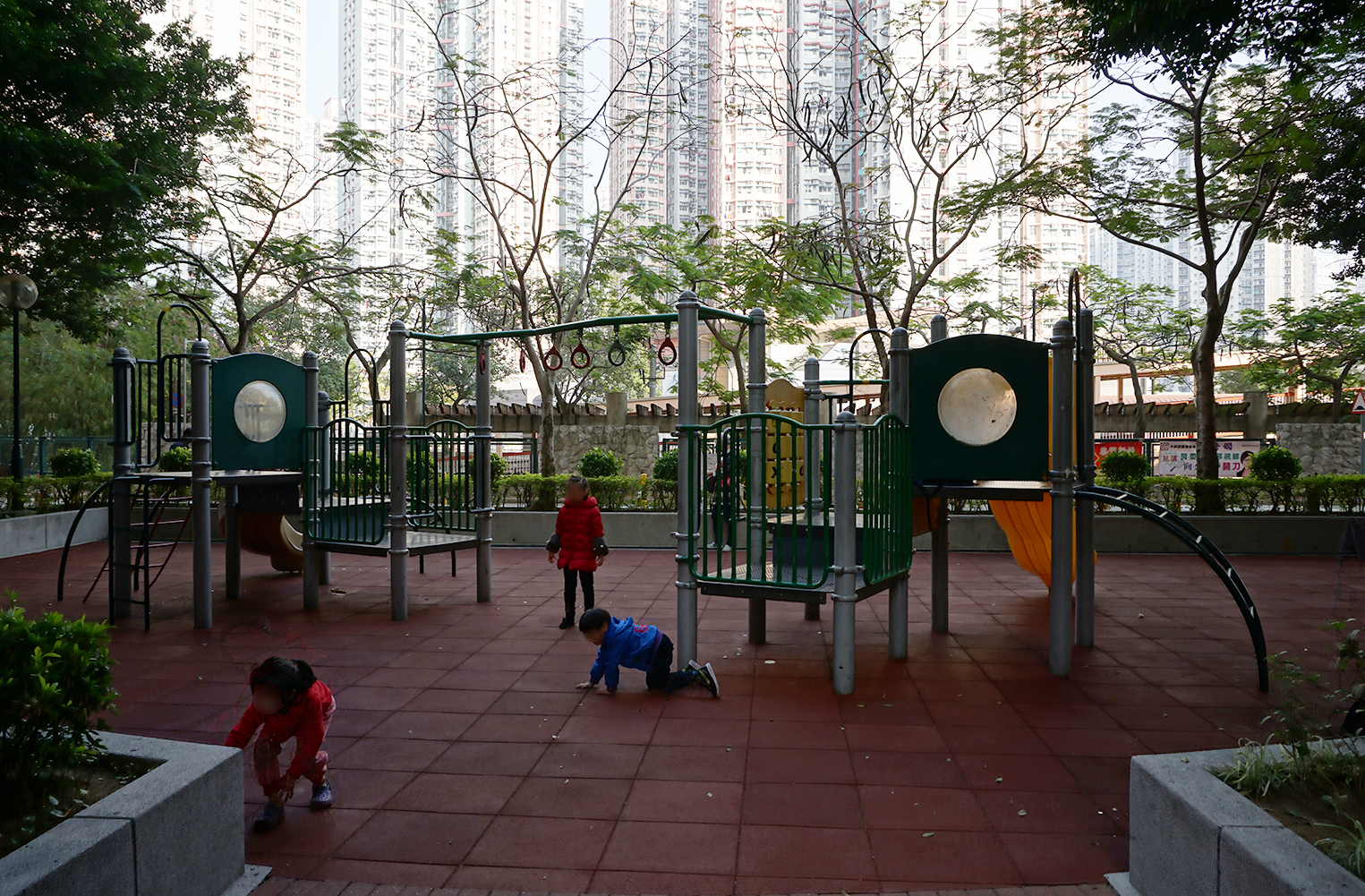
兒童遊樂場（2）
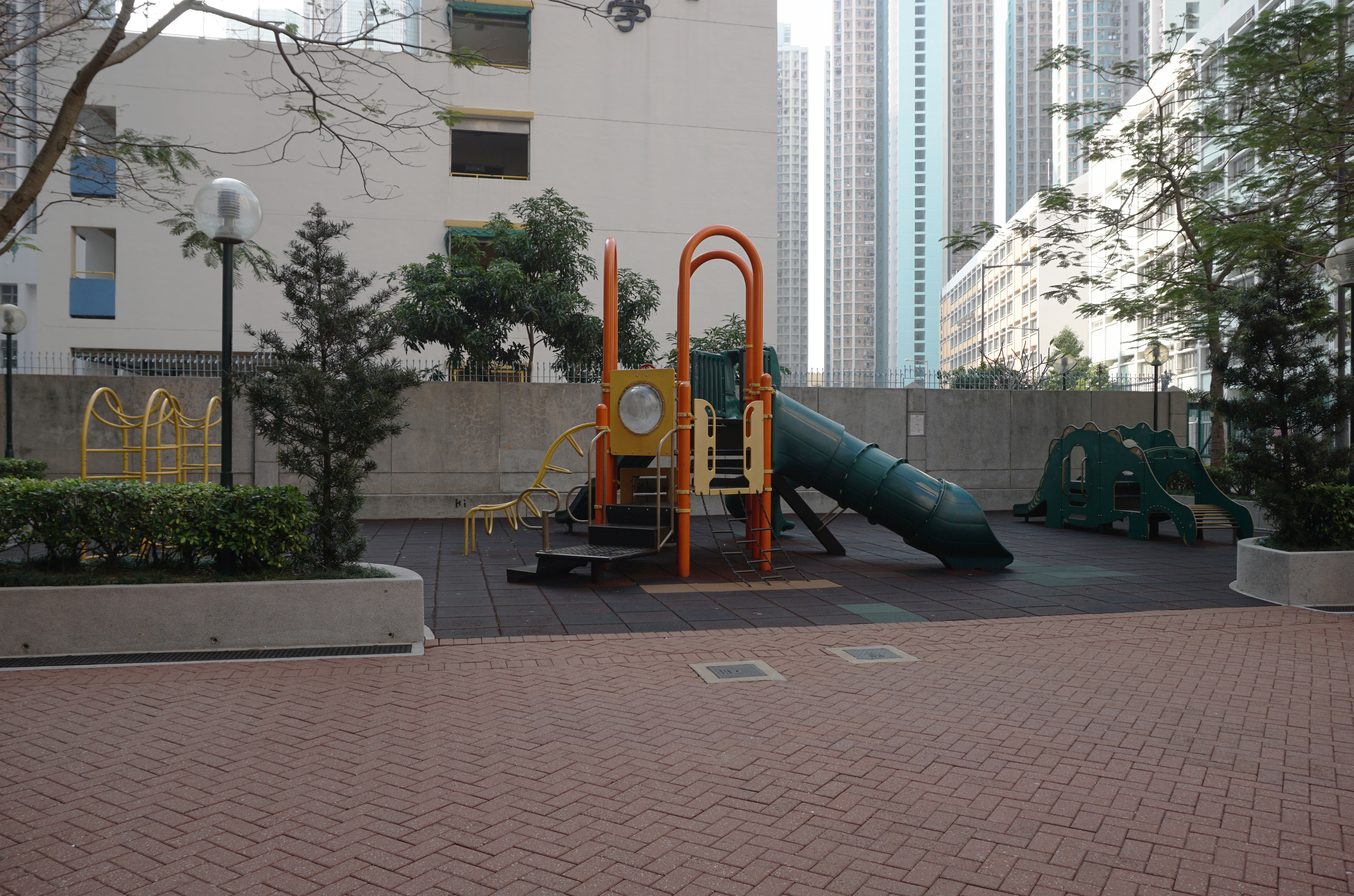
兒童遊樂場（3）
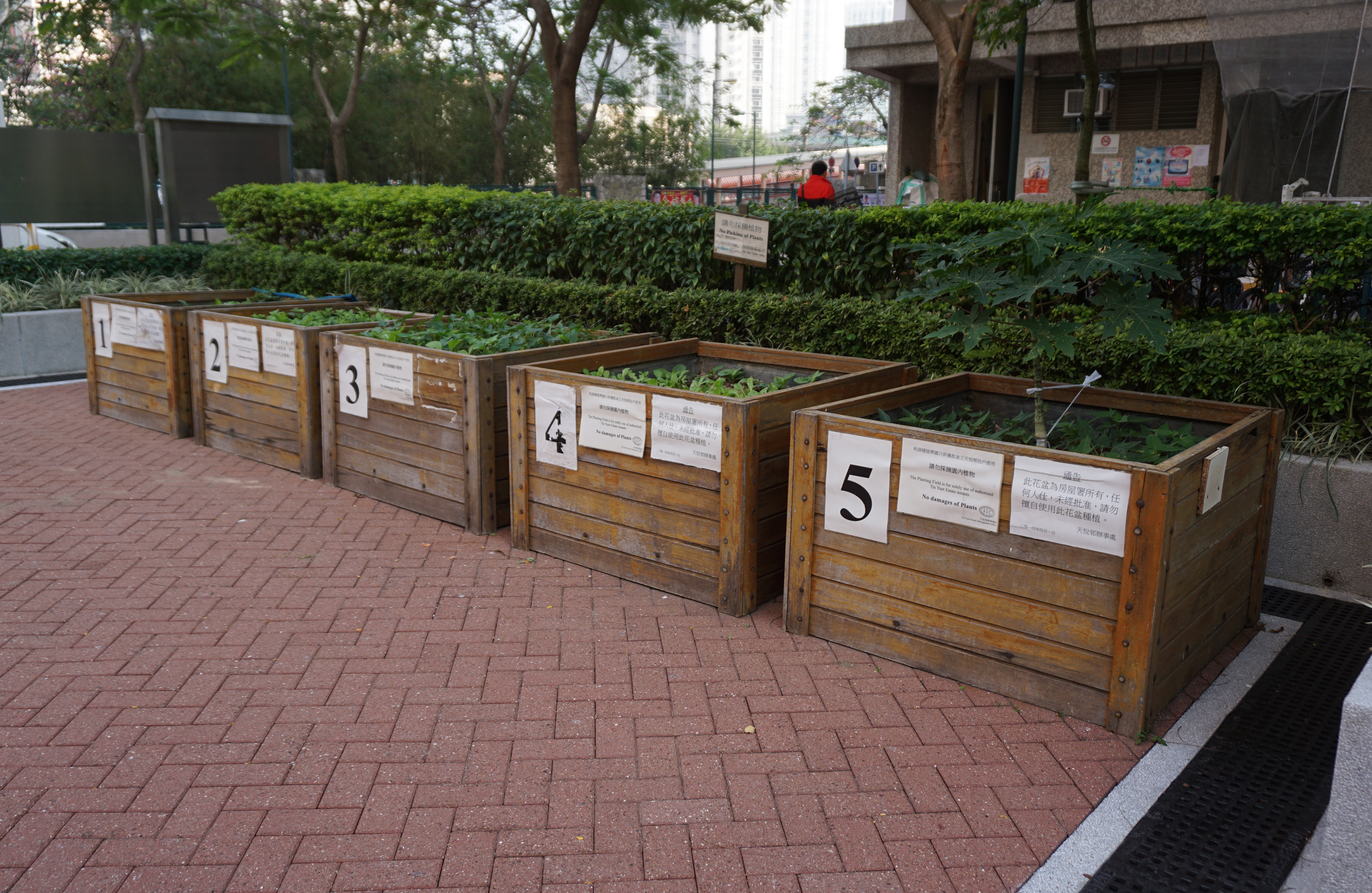
和諧種植樂園

### 樓宇
1999年11月初，有媒體發現第17及18座因地基工程問題而出現不尋常裂紋。而小組委員當日前往地盤視察後，認為裂痕輕微，並無即時安全問題。最後修補工程到2002年完成，工程開支約4300萬元，較原先估計的4000萬元略高。
| 樓宇名稱（座號）         | 樓宇類型                    | 落成年份 | 層數 | 每層伙數 | 每座單位總數（伙） | 建築師              | 承建商 （地基承建商）                        | 提供升降機服務的廠商 | 期數 |
| ------------------------ | --------------------------- | -------- | ---- | -------- | ------------------ | ------------------- | -------------------------------------------- | -------------------- | ---- |
| 悅富樓（第17座）         | 和諧一型第五款 （第三代半） | 2000年   | 40   | 20       | 799                | 房屋署總建築師（1） | 保華建業集團 （新昌營造）                    | 三菱                 | 5    |
| 悅貴樓（第18座）         | 和諧一型第五款 （第三代半） | 2000年   | 40   | 20       | 799                | 房屋署總建築師（1） | 保華建業集團 （新昌營造）                    | 三菱                 | 5    |
| 悅榮樓（第19座）         | 和諧一型第五款 （第三代半） | 2002年   | 40   | 20       | 799                | 房屋署總建築師（1） | 新昌營造 （1998年10月展開工程） （新昌營造） | 迅達                 | 6    |
| 悅華樓（第20座）         | 和諧一型第五款 （第三代半） | 2002年   | 40   | 20       | 799                | 房屋署總建築師（1） | 新昌營造 （1998年10月展開工程） （新昌營造） | 迅達                 | 6    |
| 悅泰樓（第21座）         | 和諧一型第五款 （第三代半） | 2002年   | 40   | 20       | 799                | 房屋署總建築師（1） | 新昌營造 （1998年10月展開工程） （新昌營造） | 迅達                 | 6    |
| 服務設施大樓（不設座號） | 第二型長者住屋              | 2002年   | 3    | 67       | 200                | 房屋署總建築師（1） | 五洋建設                                     | LG                   | 7    |

（註：第1-16座指屬於同一項目第1-4期的天富苑，故此略去此等座號。）

## 教育及福利設施

### 區議員辦事處
賴玥均議員辦事處（位於悅富樓地下C翼3室）

### 幼兒園及幼稚園
- 東華三院九龍崇德社幼兒園 （2001年創辦）（位於天悅邨服務設施大樓1樓）
- 中華基督教青年會幼稚園 （2001年創辦）（位於天悅邨服務設施大樓2樓）
- 青衣商會天水圍幼稚園 （2001年創辦）（位於天悅邨服務設施大樓3樓）
- 佛教慈光幼稚園  （2001年創辦）（位於天悅邨服務設施大樓3樓）

### 小學
- 中華基督教青年會小學（2000年創辦）
- 香港普通話研習社科技創意小學（2001年創辦）
- 金巴崙長老會耀道小學（2000年創辦）

### 中學
- 天水圍循道衛理中學（2001年創辦）
- 中華基督教青年會中學（1961年創辦，2000年自上環遷入現址）

### 綜合家庭服務中心
- 香港國際社會服務社天水圍（北）綜合家庭服務中心 （页面存档备份，存于） （位於天悅邨服務設施大樓2及3樓）

### 綜合青少年服務中心
- 香港青年協會賽馬會天悅青年空間 （页面存档备份，存于）（位於天悅邨服務設施大樓2樓）

### 長者鄰舍中心
- 明愛天悅長者中心（位於天悅邨服務設施大樓1樓）

## 商場
- T Town
- 天晴商場

## 鄰近屋苑

### 公共屋邨
- 天晴邨
- 天恩邨
- 天華邨

### 居屋屋苑
- 天頌苑
- 天富苑

### 私人屋苑
- 嘉湖山莊麗湖居

## 外部連結
- 房屋署天悅邨資料